# Kruishoutem
Kruishoutem is een dorp en voormalige gemeente in de Belgische provincie Oost-Vlaanderen. De gemeente, die naast de hoofdkern nog uit Lozer, Nokere en Wannegem-Lede bestond, telde in 2018 ruim 8000 inwoners. Op 1 januari 2019 ging Kruishoutem als deelgemeente op in de nieuwe fusiegemeente Kruisem. Kruishoutem ligt tussen Deinze en Oudenaarde en de inwoners worden Kruishoutemnaars genoemd.

## Kernen
De voormalige fusiegemeente Kruishoutem ontstond in 1977 en bestond naast Kruishoutem zelf en het gehucht Marolle nog uit de deelgemeenten Nokere en Wannegem-Lede. Het gehucht Lozer was overgeheveld van Huise, dat toen bij Zingem werd gevoegd. Wannegem-Lede zelf bestaat uit het dorp Wannegem in het westen en het dorp Lede in het oosten.
|   | Naam          | Opp. (km²) | Inwoners (2020) | Inwoners per km² | NIS-code voor 2019 |
| - | ------------- | ---------- | --------------- | ---------------- | ------------------ |
| 1 | Kruishoutem   | 27,25      | 5.373           | 197              | 45017A             |
| 2 | Lozer         | 7,19       | 1.304           | 181              | 45017B             |
| 3 | Wannegem-Lede | 5,86       | 698             | 119              | 45017C             |
| 4 | Nokere        | 6,97       | 776             | 111              | 45017D             |

## Natuur en landschap
Kruishoutem ligt op de grens van Zandig Vlaanderen en Zandlemig Vlaanderen. De hoogte varieert van 11 meter tot 70 meter in het zuiden. Kruishoutem ligt in het gebied tussen Leie en Schelde.

## Geschiedenis
De oudste vondsten in het gebied zijn van de Klokbekercultuur. Ook werden sporen van een Gallo-Romeinse vicus aangetroffen, met bronzen votiefbeeldjes, munten, aardewerk en sieraden (1e-3e eeuw). Uit de 5e eeuw stamt een Germaanse nederzetting en ook van het tijdvak van de Merovingen werden een tweetal bewoningskernen aangetroffen. Verder werd een middeleeuws grafveld gevonden (7e-15e eeuw).
In 847 werd Kruishoutem voor het eerst schriftelijk vermeld, als villa dominica Hultheim. Het behoorde toe aan de Sint-Amandsabdij. De naam komt van hulta (bos) en -heim. In 1227 werd de huidige naam voor het eerst opgetekend, als Sancte Crucis Houthem, wat vermoedelijk betrekking had op de verwerving van een reliek van het Heilig Kruis, teruggebracht van de Tweede Kruistocht. De naam Kruishoutem werd overigens pas in 1817 officieel.
Economisch was Kruishoutem vooral een landbouwdorp, waarbij het houden van legkippen een belangrijke activiteit was. Verder was er enige linnennijverheid en begin 20e eeuw werd geleidelijk op tuinbouw overgeschakeld. Vanaf 1981 werd een groot bedrijventerrein ontwikkeld langs de E17.

## Bezienswaardigheden
- De huidige neogotische Sint-Eligiuskerk werd voltooid in 1855 naar een ontwerp van architect Croquison. Hij kwam er in de plaats van de romaanse kerk die in 1463 werd vergroot met een gotisch koor. Eind 16e eeuw kwam er de teruggebouwde kruisingstoren. De kerk bevat onder meer een orgel uit 1754 van Pieter Van Peteghem.[1]
- Uitkijktoren op de Kruishoutemberg met uitzicht op het Leiedal.
- Tal van historische hoeven.
- Sint-Gabriëlkerk (Marolle)[2]

### Kastelen
- Kasteel van Kruishoutem[3]
- Kasteel van Herlegem[4]

### Musea
- Europees Cartoon Centrum
- Schoenenmuseum SONS

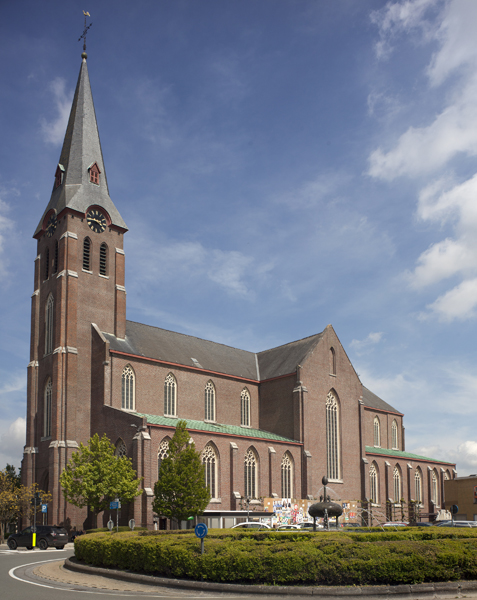
Sint-Eligiuskerk
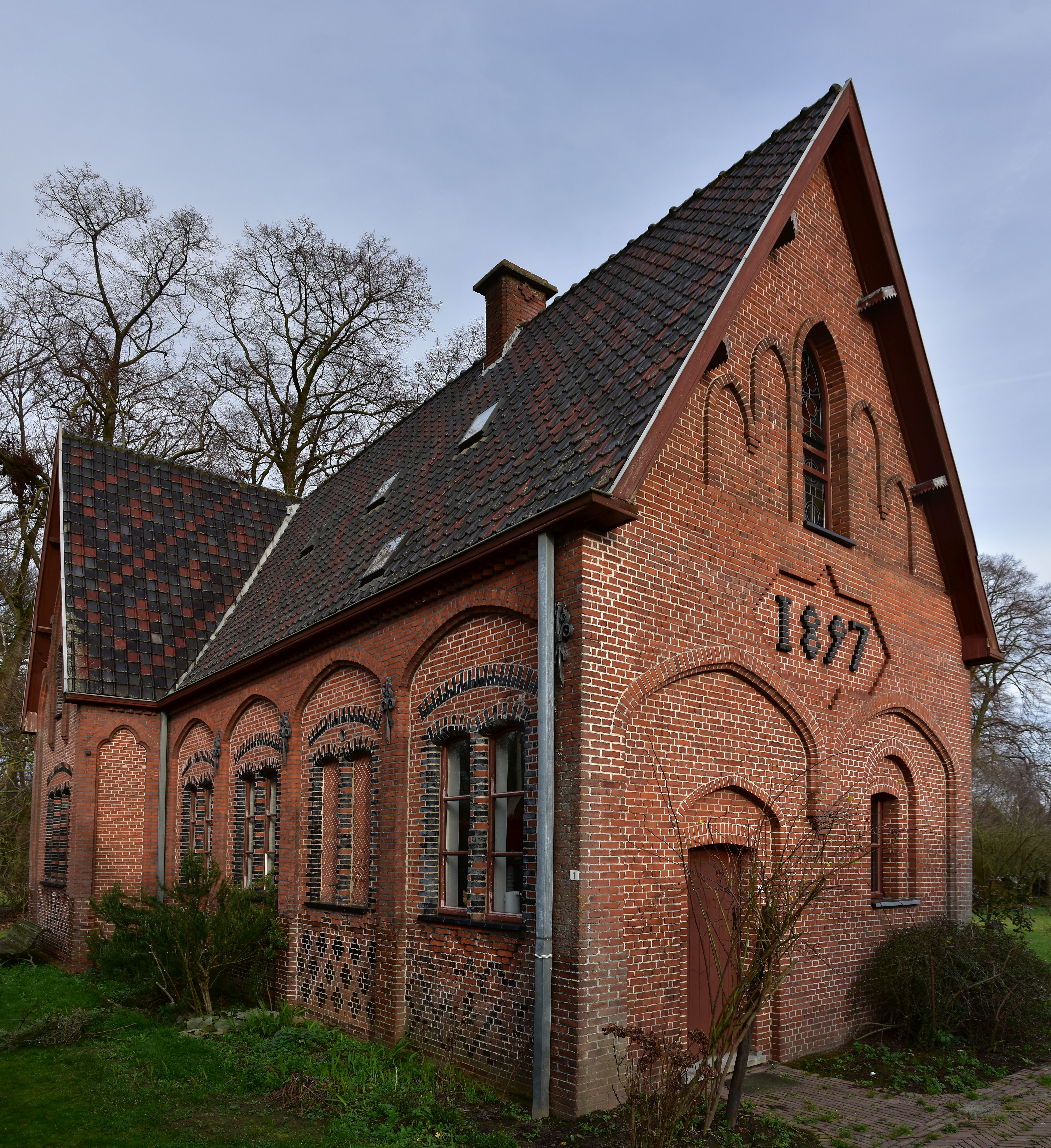
Neogotische directeurswoning
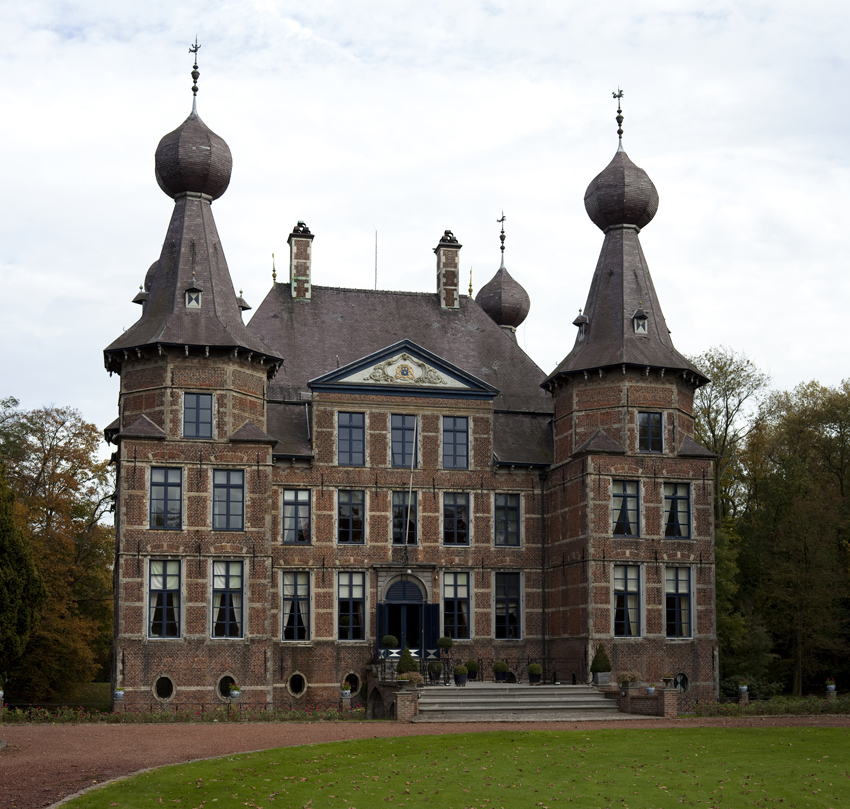
Kasteel van Kruishoutem
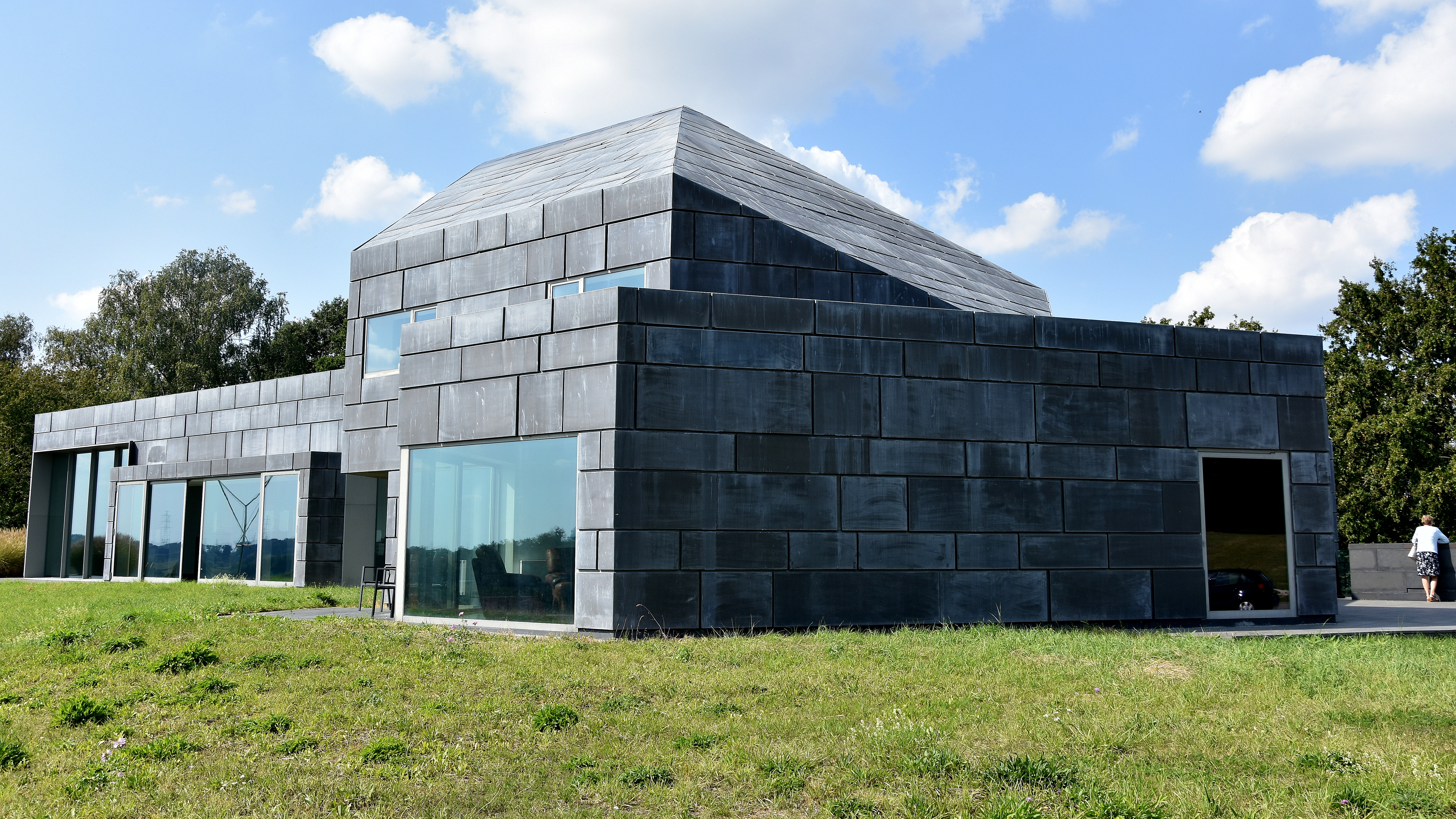
Schoenenmuseum SONS

## Demografie

### Demografische ontwikkeling voor de fusie van 1977
- Bronnen:NIS, Opm:1831 tot en met 1970=volkstellingen; 1976 = inwoneraantal op 31 december

### Demografische ontwikkeling van de fusiegemeente
Alle historische gegevens hebben betrekking op de gemeente Kruishoutem, inclusief deelgemeenten, zoals ontstaan na de fusie van 1 januari 1977 tot de nieuwe fusie op 1 januari 2019.
- Bron: NIS – Opm.: 1831 tot en met 1981: volkstellingen; 1990 en later: inwonertal op 1 januari
- Opmerking: Tot en met 1970 zijn de cijfers exclusief het gehucht Lozer dat deel was van de gemeente Huise

## Evenementen
Kruishoutem staat vooral bekend als eigemeente. Jaarlijks tijdens het paasweekend zijn er de Gulden Eifeesten. Naast de verkiezingen van Eierboer en Eikoningin is er een eierworp vanuit de kerktoren. Sinds 1954 bepaalt de eierprijzencommissie elke dinsdagvoormiddag de Belgische eierprijzen tijdens een overleg op het gemeentehuis in Kruishoutem, met vertegenwoordigers van producenten en handelaars. De Commissie wordt voorgezeten door een vertegenwoordiger van de gemeente Kruisem.

## Politiek

### Structuur
De gemeente Kruishoutem lag in het kieskanton Kruishoutem in het provinciedistrict Oudenaarde, het kiesarrondissement Aalst-Oudenaarde en de kieskring Oost-Vlaanderen.
| Kruishoutem      | Kruishoutem      | Supranationaal         | Nationaal                         | Nationaal                 | Gemeenschap               | Gewest                    | Provincie                 | Arrondissement   | Provinciedistrict | Kanton          | Gemeente        |
| ---------------- | ---------------- | ---------------------- | --------------------------------- | ------------------------- | ------------------------- | ------------------------- | ------------------------- | ---------------- | ----------------- | --------------- | --------------- |
| Administratief   | Niveau           | Europese Unie          | België                            | België                    | Vlaanderen                | Vlaanderen                | Oost-Vlaanderen           | Oudenaarde       | Oudenaarde        | Oudenaarde      | Zwalm           |
| Administratief   | Bestuur          | Europese Commissie     | Belgische regering                | Belgische regering        | Vlaamse regering          | Vlaamse regering          | Deputatie                 | Deputatie        | Deputatie         | Deputatie       | Gemeentebestuur |
| Administratief   | Raad             | Europees Parlement     | Kamer van volksvertegenwoordigers | Vlaams Parlement          | Vlaams Parlement          | Vlaams Parlement          | Provincieraad             | Provincieraad    | Provincieraad     | Provincieraad   | Gemeenteraad    |
| Kiesomschrijving | Kiesomschrijving | Nederlands Kiescollege | Kieskring Oost-Vlaanderen         | Kieskring Oost-Vlaanderen | Kieskring Oost-Vlaanderen | Kieskring Oost-Vlaanderen | Kieskring Oost-Vlaanderen | Aalst-Oudenaarde | Oudenaarde        | Kruishoutem     | Kruishoutem     |
| Verkiezing       | Verkiezing       | Europese               | Federale                          | Federale                  | Vlaamse                   | Vlaamse                   | Provincieraads-           | Provincieraads-  | Provincieraads-   | Provincieraads- | Gemeenteraads-  |

### Burgemeesters
- 1800 - 1813: Jan Emanuel Van Themsche
- 1813 - 1825: Charles-Aimé van der Meere de Cruyshauthem
- 1825 - 1830: Pieter Jozef Van Brabandt
- 1830 - 1833: Bernard Franciscus Biebuyck
- 1833 - 1848: Frederik Joseph Dhondt
- 1848 - 1878: Théodore Van der Donckt
- 1879 - 1884: Julien Vander Looven
- 1884 - 1893: Amedée Julien Van Brabandt
- 1893 - 1896: Honoré De Sloovere
- 1896 - 1926: Marcellin Goeminne
- 1926 - 1935: Aimé Ducatillon
- 1935 - 1946: Charles D'Huyvetter
- 1942 - 1944: Oscar Bekaert
- 1947 - 1976: Amedee Vergaert
- 1977 - 2009: Paul Tant
- 2009 - 2019: Joop Verzele

### Resultaten gemeenteraadsverkiezingen van 1976 tot en met 2012
| Partij               | Partij                       | 10-10-1976 | 10-10-1976 | 10-10-1982 | 10-10-1982 | 9-10-1988 | 9-10-1988 | 9-10-1994 | 9-10-1994 | 8-10-2000 | 8-10-2000 | 8-10-2006 | 8-10-2006 | 14-10-2012 | 14-10-2012 |
| Stemmen / Zetels     | Stemmen / Zetels             | %          | 19         | %          | 19         | %         | 19        | %         | 19        | %         | 19        | %         | 19        | %          | 19         |
| -------------------- | ---------------------------- | ---------- | ---------- | ---------- | ---------- | --------- | --------- | --------- | --------- | --------- | --------- | --------- | --------- | ---------- | ---------- |
|                      | SP1/ GBKA/ sp.a2             | 8,771      | 1          | 31,88A     | 6          | 31,78A    | 5         | 8,911     | 1         | -         |           | 6,132     | 0         | -          |            |
|                      | PVV1/ GBKA/ VLD2/ Open Vld3  | 28,341     | 5          | 31,88A     | 6          | 31,78A    | 5         | 19,422    | 3         | 30,222    | 6         | 25,422    | 5         | 16,313     | 2          |
|                      | OK1/ GBKA/ N-VA2             | 9,241      | 1          | 31,88A     | 6          | 31,78A    | 5         | -         |           | -         |           | -         |           | 12,682     | 2          |
|                      | CVP1/ CD&V2                  | 53,661     | 12         | 68,121     | 13         | 68,221    | 14        | 71,671    | 15        | 64,651    | 13        | 60,422    | 14        | 68,442     | 15         |
|                      | Vlaams Blok1/ Vlaams Belang2 | -          |            | -          |            | -         |           | -         |           | 5,131     | 0         | 8,032     | 0         | 2,572      | 0          |
| Totaal stemmen       | Totaal stemmen               | 5191       | 5191       | 5273       | 5273       | 5423      | 5423      | 5574      | 5574      | 5812      | 5812      | 6131      | 6131      | 6073       | 6073       |
| Opkomst %            | Opkomst %                    |            |            |            |            | 97,92     | 97,92     | 96,15     | 96,15     | 95,91     | 95,91     | 96,35     | 96,35     | 95,07      | 95,07      |
| Blanco en ongeldig % | Blanco en ongeldig %         | 1,98       | 1,98       | 3,17       | 3,17       | 3,39      | 3,39      | 3,3       | 3,3       | 2,7       | 2,7       | 2,09      | 2,09      | 2,75       | 2,75       |

De rode cijfers naast de gegevens duiden aan onder welke naam de partijen telkens bij een verkiezing opkwamen.

De zetels van de gevormde meerderheid staan vetjes gedrukt. De grootste partij staat in kleur.

Zie voor de gemeenteraadsverkiezingen van 2018 en later de fusiegemeente Kruisem.

## Bekende restaurants
- Het Hof van Cleve, driesterrenrestaurant met als kok Peter Goossens

## Sport
Het recreatiegebied de Kerkakkers, gelegen in het centrum van Kruishoutem, bezit terreinen voor verschillende sporten. Een aantal voetbalterreinen worden er gebruikt door voetbalclub KVC Nokere-Kruishoutem. Verschillende outdoor en indoor tennisvelden worden bespeeld door tennisclub TC Sportec en er is een beachvolleybalveld en een Finse piste. Verder grenzen de lokalen van de scouts Inch Allah Kruishoutem ook aan de Kerkakkers. Het recreatiegebied werd in 2009 gerenoveerd en geëgaliseerd door de gemeente.

## Bekende inwoners
- Mgr Henry Gabriëls, geboren in Wannegem-Lede 6 Oktober 1838, professor en rector van St Joseph's Seminary in Troy, New York[10]; daarna bisschop van Ogdensburg, New York, tot aan zijn dood op 23 April 1921[11]
- Adolf Daens, onderpastoor in Kruishoutem van 1878 tot 1879, Belgisch politicus.
- Marc de Bel, jeugdauteur.
- Karel Verleyen, jeugdauteur.
- Paul Tant, voormalig burgemeester (1977 tot 2009) en van 1993 tot 1999 fractieleider in de kamer voor de CD&V.
- Peter Goossens, chef-kok van het driesterrenrestaurant Hof van Cleve.
- Robrecht Bothuyne, schepen sinds 2007 en Vlaams volksvertegenwoordiger voor CD&V sinds 2009.
- Thorgan Hazard, voetballer[12][13]

## Nabijgelegen kernen
Lozer, Marolle, Nokere, Olsene, Wannegem, Waregem.